# Hemmeshøj Kirke
Hemmeshøj Kirke er en dansk kirke, der ligger i Hemmeshøj Sogn, Slagelse Kommune.
Kirken består af romansk kor og skib med tre gotiske tilbygninger: Sakristi, nordkapel og tårn, samt to moderne tilbygninger til tårnet; et våbenhus i syd og et materialhus (trappehus) i nord.
Kirkens romanske dele blev bygget efter 1100 af rå og kløvet kamp.
Tårn, opført af munkesten, er ældste af tilbygninger. Våbenhuset nyere
Kirken har 120 siddepladser.